# 八王子市立四谷中学校
八王子市立四谷中学校（はちおうじしりつ よつやちゅうがっこう）は、東京都八王子市四谷町にある市立中学校。

## 概要
八王子市北西部に位置し、四谷交差点近く陣馬街道と北浅川に挟まれた人口急増地域で、集合住宅、戸建て住宅が建ち並ぶ環境の中に学校はある。様々な文化や価値観を背景とする人々と相互に尊重しながら生きることを大切にして、人間の幸福と社会の発展の調和的な実現を図ることを課題とする学校である。
本校は、スポーツ教育推進モデル校として、以前から剣道を指導できる教員を確保して地域連携しており、剣道部は、関東・全国大会へも出場している。2003度文部科学省のモデル事業に参加し、第二分科会で共同提案、共同美化活動などを行った。「成就感・達成感を味わえる児童・生徒」を育てたいと、元八王子東小学校と上壱分方小学校で、小中一貫教育を実施している。

### 学級規模
生徒数は1学年93名、2学年99名、3学年87名　合計287名（2024年5月1日現在）。

## 沿革
- 1976年（昭和51年） - 八王子市立元八王子中学校を母体として 四谷中学校開設[1]。

## 教育目標
- 進んで学習し、ねばりづよく努力する人。
- みんなと協力し、仕事に責任をもつ人。
- 豊かな心をもち、正しい行動のできる人[4]。

## 特別支援教室（ステップ）
- 本校は拠点校の一つになっており、障害の状態や、不登校傾向で拠点校の通級ならなんとか通える等、指導上必要な場合や指導効果が期待できる場合は、本学に通って指導を受ける。
- 発達障害（自閉スペクトラム症、注意欠如多動症、学習障害等）の児童・生徒が在籍校（巡回校）で指導を受ける。
  - 巡回校は、八王子市立横川中学校・八王子市立恩方中学校・八王子市立元八王子中学校・八王子市立甲ノ原中学校[6][7]。

## 部活動

### 運動系
- サッカー部
- 女子バスケットボール部
- 男子バスケットボール部
- 硬式テニス部
- 女子バレーボール部
- バドミントン部

### 文化系部活動
- 吹奏楽部
- 美術部
- 四谷HANDS
- 暖炉部[8]

## 所在地
- 東京都八王子市四谷町555番地

## アクセス
- 八王子駅（北口）9番、または京王八王子駅2番バス乗り場から、西東京バスで「宝生寺団地」「繊維団地」「大久保」「恩方ターミナル」「高尾駅南口」行きに乗車。「四谷」停留所で下車徒歩5分。

## 著名な出身者
- 白洲迅 - 俳優